# ريان شاين
ريان شاين (بالإنجليزية: Ryan Shane)‏ هو لاعب كرة مضرب أمريكي، ولد في 15 أبريل 1994 في فولز تشيرش في الولايات المتحدة.

## وصلات خارجية
- ريان شاين على موقع رابطة محترفي التنس (الإنجليزية)
- ريان شاين على موقع الاتحاد الدولي لكرة المضرب (الإنجليزية)
- ريان شاين على موقع خلاصة التنس.كوم (الإنجليزية)
- ريان شاين على موقع إي إس بي إن.كوم (الإنجليزية)